# Maria Celestina Fernandes
Maria Celestina Fernandes (sinh ngày 12 tháng 9 năm 1945) là tác giả viết truyện cho trẻ em người Angola. Bà cũng đã viết thơ và truyện ngắn, và có sự nghiệp trước đó với tư cách là một nhân viên xã hội và luật sư. Bà đã giành được nhiều giải thưởng.

## Tuổi thơ
Maria Celestina Fernandes sinh ra ở Lubango vào ngày 12 tháng 9 năm 1945, con gái của một người cha công chức. Bà được học tại trường trung học Salvador Correia ở Luanda.
Fernandes được đào tạo như là một nhân viên xã hội tại Viện Công tác Xã hội Pio XII, và có bằng cử nhân luật từ Khoa Luật của Đại học Agostinho Neto.

## Nghề nghiệp
Năm 1975, Fernandes bắt đầu làm việc tại Ngân hàng Quốc gia Angola, và làm việc tại đó hơn hai thập kỷ, thăng tiến từ người đứng đầu bộ phận xã hội lên phó giám đốc bộ phận pháp lý và sau đó về hưu.
Fernandes bắt đầu viết vào cuối những năm 1980, ban đầu ở Jornal de Angola và Boletim da Organização da Mulher Angolana (OMA). Từ năm 1990, bà đã xuất bản nhiều cuốn sách. Vào tháng 2 năm 2016, bà tham gia vào một liên hoan văn học ở Lisbon, Bồ Đào Nha, do cựu Tổng thống nước này, Jorge Sampaio, chủ trì.
Fernandes là thành viên của Liên minh Nhà văn Angola và Hiệp hội Chax de Caxinde.

## Tác phẩm chính
Các tác phẩm chính của bà gồm có:
- A borboleta cor de ouro, UEA, 1990
- Kalimba, INALD, 1992
- A árvore dos gingongos, Edições Margem. 1993
- A rainha tartaruga, INALD, 1997
- A filha do soba, Nzila, 2001
- O presente, Chá de Caxinde, 2002
- A estrela que sorri, UEA, 2005
- É preciso prevenir, UEA, 2006
- As três aventureiras no parque e a joaninha, UEA, 2006
- União Arco-Íris, INALD, 2006
- Colectânea de contos, INALD, 2006
- Retalhos da vida, INALD, 1992
- Poemas, UEA, 1995
- O meu canto, UEA, 2004
- Os panos brancos, UEA, 2004
- A Muxiluanda, Chá de Caxinde, 2008